# گمینا سووپیا (شهرستان کونگسکیه)
گمینا سووپیا (شهرستان کونگسکیه) (به لهستانی:  Gmina Słupia) یک گمینا در لهستان است که در شهرستان کونگسکیه واقع شده‌است. گمینا سووپیا ۱۰۵٫۶۶ کیلومتر مربع مساحت و ۳٬۵۸۱ نفر جمعیت دارد.